# 比森特·埃雷拉·塞莱东
比森特·德拉斯·梅塞德斯·埃雷拉·塞莱东（西班牙語：Vicente de las Mercedes Herrera Zeledón，1821年1月20日—1888年11月10日）是一名哥斯大黎加政治人物，1876年至1877年擔任哥斯大黎加總統。他在推翻阿尼塞托·埃斯基韋爾·薩恩斯總統的政變中上台，並於次年辭職，支持 托馬斯·瓜迪亞·古鐵雷斯將軍。

## 生平
埃雷拉是何塞·克萊托·埃雷拉·薩拉查（José Cleto Herrera Salazar）和安東尼婭·塞莱东·馬西（Antonia Zeledón Masís）的兒子。他於1839年畢業於哥斯大黎加聖荷西的聖托馬斯學校哲學系，1846年5月移居瓜地馬拉，1849年在聖卡洛斯-博羅梅奧大學獲得法學博士學位。1850年5月20日，他通過哥斯大黎加的律師資格考試。1853年12月18日，他與瓜達盧佩-古鐵雷斯-加西亞（Guadalupe Gutiérrez García）結婚，並與她生了三個孩子：安赫利卡（Angélica）、比森特和梅塞德斯。

## 思想
埃雷拉的思想特徵是與天主教思想有關的保守和教義立場，特別是在教育方面。他曾擔任聖荷西慈善委員會主席、教會法庭公證人和哥斯大黎加教區議會秘書。